# Comuna Ulmu, Călărași
Ulmu este o comună în județul Călărași, Muntenia, România, formată din satele Chirnogi, Făurei, Ulmu (reședința) și Zimbru.

## Așezare
Comuna se află în centrul județului, pe malul estic al lacului Mostiștea și pe malul stâng al Argovei. Este traversată de șoseaua județeană DJ304, care o leagă spre sud de Dorobanțu (unde se termină în DN31) și spre nord-est de Lupșanu (unde se termină în DN3).

## Demografie
Componența etnică a comunei Ulmu
     Români (96,43%)
     Alte etnii (3,57%)
Componența confesională a comunei Ulmu
     Ortodocși (96,36%)
     Alte religii (3,64%)
Conform recensământului efectuat în 2021, populația comunei Ulmu se ridică la 1.345 de locuitori, în scădere față de recensământul anterior din 2011, când fuseseră înregistrați 1.561 de locuitori. Majoritatea locuitorilor sunt români (96,43%). Din punct de vedere confesional, majoritatea locuitorilor sunt ortodocși (96,36%).

## Politică și administrație
Comuna Ulmu este administrată de un primar și un consiliu local compus din 9 consilieri. Primarul, Ion Negoiță[*], de la Partidul Social Democrat, este în funcție din 1 noiembrie 2024. Începând cu alegerile locale din 2024, consiliul local are următoarea componență pe partide politice:
|  | Partid                    | Consilieri | Componența Consiliului | Componența Consiliului | Componența Consiliului | Componența Consiliului | Componența Consiliului | Componența Consiliului | Componența Consiliului | Componența Consiliului |
|  | ------------------------- | ---------- | ---------------------- | ---------------------- | ---------------------- | ---------------------- | ---------------------- | ---------------------- | ---------------------- | ---------------------- |
|  | Partidul Social Democrat  | 8          |                        |                        |                        |                        |                        |                        |                        |                        |
|  | Partidul Național Liberal | 1          |                        |                        |                        |                        |                        |                        |                        |                        |

## Istorie
La sfârșitul secolului al XIX-lea, comuna făcea parte din plasa Borcea a județului Ialomița și era formată din satele Ulmu, Boșneagu, Nenciulești și Făurei, cu 2542 locuitori. În comună existau două școli mixte și cinci biserici. Anuarul Socec din 1925 o consemnează în plasa Ciocănești a aceluiași județ, având 3915 locuitori în satele Boșneagu, Chirnogi, Făurei și Ulmu. În 1931, satul Făurei s-a separat, formând o comună separată împreună cu satul Zimbru.
În 1950, comunele Făurei și Ulmu au fost transferate raionului Călărași din regiunea Ialomița și apoi (după 1952) din regiunea București. În 1968, au revenit la județul Ialomița, reînființat; tot atunci, comuna Făurei a fost desființată și satele ei incluse din nou în comuna Ulmu, iar satul Boșneagu a fost transferat la comuna Dorobanțu. În 1981, o reorganizare administrativă regională a dus la transferarea comunei la județul Călărași.

## Monumente istorice
Cinci obiective din comuna Ulmu sunt incluse în lista monumentelor istorice din județul Călărași ca monumente de interes local, patru dintre ele fiind situri arheologice: așezarea de la „Grădiștea Mică” (o insulă de pe lacul Mostiștea) de lângă satul Făurei, datând din secolele al IV-lea–I î.e.n.; situl de „la Caraman”, aflat pe malul lacului la 200 m de căminul de copii din Ulmu, sit ce cuprinde urmele unor așezări din neolitic (cultura Boian) și epoca bronzului târziu (cultura Coslogeni); așezarea de la sud-vest de satul Ulmu, datând din perioada Latène; și așezarea de la „Cota 14”, din aceeași perioadă.
Un al cincilea obiectiv este clasificat ca monument funeral sau memorial și este constituit de un ansamblu de cruci de piatră din secolul al XIX-lea, aflată pe locul vechii biserici a satului Ulmu, în curtea Ioanei Bratu, pe malul lacului.